# 從官二
從官二 （豺狼座χ ，χ Lup）是在豺狼座的一顆光譜聯星，他得視星等大約是3.957。聯星中的主星是一顆光譜類型為B9.5V的汞-錳星，伴星是光譜類型為A2Vm的金屬線星。